# Nicolau
Nicolau ist ein Vorname und Familienname.

## Herkunft und Bedeutung
Der Name ist die portugiesische Variante des Namens Nikolaus.

## Namensträger

### Vorname
- Nicolau Coelho († 1504), portugiesischer Seefahrer und Entdecker
- Nicolau dos Reis Lobato (1946–1978), Politiker und Freiheitskämpfer aus Osttimor

### Familienname
- Antoni Nicolau i Parera (1858–1933), katalanischer Dirigent und Komponist
- Christian Nicolau (* 1947), französischer Leichtathlet
- Cristina Nicolau (1977–2017), rumänische Leichtathletin
- Francisco Mateu y Nicolau, bekannt als Uetam (1847–1913), spanischer Sänger (Bass)
- Ion Nicolau, rumänischer Basketballtrainer
- José Nicolau (1908–1934), ein spanischer Radrennfahrer
- José Maria Nicolau (1908–1969), portugiesischer Radrennfahrer
- José del Castillo Nicolau (1920–2002), spanischer Neurobiologe und Neurophysiologe
- Luis Nicolau d’Olwer (1888–1961), spanischer Literaturhistoriker, Hochschullehrer und Politiker, Abgeordneter und Minister
- Mateo Nicolau (1920–2005), argentinischer Fußballspieler
- Nicky Nicolau (* 1983), englisch-zypriotischer Fußballspieler
- Rogério Campos Nicolau (* 1988), brasilianischer Fußballspieler
- Valerià Weyler i Nicolau (1838–1930), spanischer General und Gouverneur, siehe Valeriano Weyler